# Józef Stański
Józef Stański (ur. 23 września 1927 w Seredzicach, zm. 26 listopada 2018 w Kielcach) – polski działacz rolniczy, partyjny i państwowy, wojewoda kielecki (1975–1980).

## Życiorys
Syn Antoniego i Marianny, pochodził z rodziny chłopskiej. Od 1946 należał do Związku Młodzieży Wiejskiej RP „Wici”, następnie do Związku Młodzieży Polskiej. Ukończył studia w Wyższej Szkole Rolniczej w Olsztynie, został inżynierem rolnikiem. Od 1953 zatrudniony w Wydziale Rolniczym Prezydium Wojewódzkiej Rady Narodowej w Kielcach na stanowisku inspektora, a później kierownika wydziału. Od 1955 do 1957 kierował Wojewódzkim Zarządem Państwowego Ośrodka Maszynowego, następnie powołano go na stanowisko wiceprezesa wojewódzkiego zarządu Związku Kół Rolniczych. Jednocześnie od 1957 do 1959 był członkiem Komitetu Wojewódzkiego Polskiej Zjednoczonej Partii Robotniczej. W latach 1961–1966 szefował Wydziałowi Rolnictwa i Leśnictwa Prezydium WRN, do 1965 zasiadając w jej prezydium. Został następnie sekretarzem Komitetu Wojewódzkiego PZPR, którą to funkcję pełnił do maja 1975. Przez trzy kadencje był radnym WRN. W maju 1975 powołany na stanowisko wojewody kieleckiego w miejsce Antoniego Połowniaka, przeniesionego na analogiczne stanowisko do Elbląga. W 1980 zastąpił go Włodzimierz Pasternak.
Odznaczony m.in. Złotym Krzyżem Zasługi, Krzyżem Oficerskim Orderu Odrodzenia Polski i Krzyżem Komandorskim Orderu Odrodzenia Polski.